# 132798 Kürti
132798 Kürti è un asteroide della fascia principale. Scoperto nel 2002, presenta un'orbita caratterizzata da un semiasse maggiore pari a 2,5689305 UA e da un'eccentricità di 0,0916501, inclinata di 4,61177° rispetto all'eclittica.
L'asteroide è dedicato all'astronomo slovacco Stefan Kürti.